# Tuffi ai Giochi della XXX Olimpiade - Trampolino 3 metri sincro maschile
La gara del trampolino 3 metri sincronizzato maschile dei Giochi di Londra 2012 si è disputata il 1º agosto a partire dalle ore 15:00.
 Le coppie di atleti partecipanti sono state otto, in rappresentanza di altrettante nazioni. La gara si è svolta in un unico turno di finale in cui ogni coppia ha eseguito sei tuffi.

## Risultati
| Pos.    | Nazione       | Atleti                                    | Tot.   | T1    | T2    | T3    | T4    | T5     | T6     | Ord. |
| ------- | ------------- | ----------------------------------------- | ------ | ----- | ----- | ----- | ----- | ------ | ------ | ---- |
| Oro     | Cina          | Luo Yutong Qin Kai                        | 477.00 | 56.40 | 52.20 | 85.68 | 88.74 | 104.88 | 89.10  | 6    |
| Argento | Russia        | Il'ja Zacharov Evgenij Kuznecov           | 459.63 | 54.00 | 51.60 | 84.66 | 79.80 | 89.25  | 100.32 | 1    |
| Bronzo  | Stati Uniti   | Troy Dumais Kristian Ipsen                | 446.70 | 51.60 | 53.40 | 80.91 | 90.09 | 84.00  | 86.70  | 2    |
| 4       | Ucraina       | Oleksij Pryhorov Illja Kvaša              | 434.22 | 51.00 | 51.00 | 83.64 | 87.78 | 81.60  | 79.20  | 7    |
| 5       | Gran Bretagna | Christopher Mears Nicholas Robinson-Baker | 432.60 | 52.20 | 52.20 | 77.22 | 78.54 | 84.66  | 87.78  | 3    |
| 6       | Canada        | Alexandre Despatie Reuben Ross            | 421.83 | 54.00 | 50.40 | 72.00 | 82.62 | 80.19  | 82.62  | 8    |
| 7       | Messico       | Yahel Castillo Julián Sánchez             | 415.14 | 54.60 | 50.40 | 86.70 | 79.80 | 65.10  | 78.54  | 4    |
| 8       | Malaysia      | Huang Qiang Bryan Nickson Lomas           | 405.09 | 52.80 | 52.20 | 78.12 | 80.19 | 63.24  | 78.54  | 5    |